# Polinomios asociados de Legendre
En matemáticas, los polinomios asociados de Legendre son las soluciones canónicas de la ecuación de Legendre
{\displaystyle (1-x^{2})\,y''-2xy'+\left(\ell [\ell +1]-{\frac {m^{2}}{1-x^{2}}}\right)\,y=0,\,}
o de forma equivalente
{\displaystyle ([1-x^{2}]\,y')'+\left(\ell [\ell +1]-{\frac {m^{2}}{1-x^{2}}}\right)\,y=0,\,}
donde los índices ℓ y m (los cuales son enteros) son el grado y el orden del polinomio asociado de Legendre respectivamente. Esta ecuación tiene soluciones distintas de cero que son no singulares en [−1, 1] solo si ℓ y m son enteros con 0 ≤ m ≤ ℓ, o con valores negativos trivialmente equivalentes. Si además m es par, la función es un polinomio. Cuando m es cero y ℓ entero, estas funciones son idénticas a los polinomios de Legendre. En general, cuando ℓ y m son enteros, las soluciones regulares a veces son llamadas "polinomios asociados de Legendre", incluso cuando estas no son polinomios en el caso de que m sea impar. La clase de funciones en el caso completamente general con valores reales o complejos de ℓ y m son llamadas funciones de Legendre. En este caso los parámetros son usualmente etiquetados con letras griegas.
La ecuación diferencial ordinaria de Legendre es encontrada frecuentemente en física además de otros campos. En particular, esta ecuación aparece cuando se soluciona la ecuación de Laplace (y ecuaciones en derivadas parciales similares). Los polinomios asociados de Legendre desempeñan un papel vital en la definición de los armónicos esféricos.

## Definición para valores no negativos de ℓ ym
Estas funciones son denotadas como {\displaystyle P_{\ell }^{m}(x)}, donde el superíndice indica el orden, y no la potencia de P. Su definición más directa se da en términos de las derivadas de los polinomios de Legendre ordinarios (m ≥ 0)
{\displaystyle P_{\ell }^{m}(x)=(-1)^{m}\ (1-x^{2})^{m/2}\ {\frac {d^{m}}{dx^{m}}}\left(P_{\ell }(x)\right)\,}
El factor (−1)m en esta fórmula es conocido como la fase de Condon–Shortley. Algunos autores la omiten. Las funciones descritas por esta ecuación satisfacen la ecuación diferencial de Legendre dado un parámetro ℓ, y m indica las veces que se deriva la ecuación de Legendre Pℓ
{\displaystyle (1-x^{2}){\frac {d^{2}}{dx^{2}}}P_{\ell }(x)-2x{\frac {d}{dx}}P_{\ell }(x)+\ell (\ell +1)P_{\ell }(x)=0.}
Más aún, dado que por la fórmula de Rodrigues
{\displaystyle P_{\ell }(x)={\frac {1}{2^{\ell }\,\ell !}}\ {\frac {d^{\ell }}{dx^{\ell }}}\left[(x^{2}-1)^{\ell }\right],}
el Pm
ℓ puede ser expresado de la forma
{\displaystyle P_{\ell }^{m}(x)={\frac {(-1)^{m}}{2^{\ell }\ell !}}(1-x^{2})^{m/2}\ {\frac {d^{\ell +m}}{dx^{\ell +m}}}(x^{2}-1)^{\ell }.}
Esta ecuación permite la extensión del rango de m a: −ℓ ≤ m ≤ ℓ. Las definiciones de Pℓ±m obtenidas de esta expresión por sustitución de ±m, son proporcionales. Es decir, se igualan los coeficientes de la misma potencia a la izquierda y derecha de
{\displaystyle {\frac {d^{\ell -m}}{dx^{\ell -m}}}(x^{2}-1)^{\ell }=c_{lm}(1-x^{2})^{m}{\frac {d^{\ell +m}}{dx^{\ell +m}}}(x^{2}-1)^{\ell },}
y se tiene que la constante de proporcionalidad es
{\displaystyle c_{lm}=(-1)^{m}{\frac {(\ell -m)!}{(\ell +m)!}},}
de manera que
{\displaystyle P_{\ell }^{-m}(x)=(-1)^{m}{\frac {(\ell -m)!}{(\ell +m)!}}P_{\ell }^{m}(x).}

### Notaciones alternativas
Las siguientes definiciones alternativas también son usadas en la literatura:
{\displaystyle P_{\ell m}(x)=(-1)^{m}P_{\ell }^{m}(x)}

## Ortogonalidad
Asumiendo que 0 ≤ m ≤ ℓ, se satisface la condición de ortogonalidad para un m fijo:
{\displaystyle \int _{-1}^{1}P_{k}^{m}P_{\ell }^{m}dx={\frac {2(\ell +m)!}{(2\ell +1)(\ell -m)!}}\ \delta _{k,\ell }}
Donde δk, ℓ es la delta de Kronecker. 
Similarmente, también se satisface la condición de ortogonalidad para un ℓ fijo:
{\displaystyle \int _{-1}^{1}{\frac {P_{\ell }^{m}P_{\ell }^{n}}{1-x^{2}}}dx={\begin{cases}0&{\mbox{si }}m\neq n\\{\frac {(\ell +m)!}{m(\ell -m)!}}&{\mbox{si }}m=n\neq 0\\\infty &{\mbox{si }}m=n=0\end{cases}}}

## my/o ℓ negativos
La ecuación diferencial es claramente invariante bajo un cambio de signo de m.
Se vio arriba que para las funciones con un m negativo, estas debían ser proporcionales a las funciones donde se tenía un m positivo:
{\displaystyle P_{\ell }^{-m}=(-1)^{m}{\frac {(\ell -m)!}{(\ell +m)!}}P_{\ell }^{m}}
(Esto se obtiene de la definición de la fórmula de Rodrigues. Esta definición también hace que las diferentes fórmulas de recurrencia funcionen para valores de m positivos o negativos.)
{\displaystyle {\textrm {Si}}\quad {\mid }m{\mid }>\ell \,\quad \mathrm {entonces} \quad P_{\ell }^{m}=0.\,}
La ecuación diferencial también es invariante bajo un cambio de ℓ a −ℓ − 1, y las funciones para ℓ negativo son definidas por
{\displaystyle P_{-\ell }^{m}=P_{\ell -1}^{m},\ (\ell =1,\,2,\,...)}.

## Los primeros polinomios asociados de legendre
A continuación se muestran los primeros polinomios asociados de Legendre, incluyendo aquellos para los que se tienen valores negativos de m:
{\displaystyle P_{0}^{0}(x)=1}
{\displaystyle P_{1}^{-1}(x)=-{\begin{matrix}{\frac {1}{2}}\end{matrix}}P_{1}^{1}(x)}
{\displaystyle P_{1}^{0}(x)=x}
{\displaystyle P_{1}^{1}(x)=-(1-x^{2})^{1/2}}
{\displaystyle P_{2}^{-2}(x)={\begin{matrix}{\frac {1}{24}}\end{matrix}}P_{2}^{2}(x)}
{\displaystyle P_{2}^{-1}(x)=-{\begin{matrix}{\frac {1}{6}}\end{matrix}}P_{2}^{1}(x)}
{\displaystyle P_{2}^{0}(x)={\begin{matrix}{\frac {1}{2}}\end{matrix}}(3x^{2}-1)}
{\displaystyle P_{2}^{1}(x)=-3x(1-x^{2})^{1/2}}
{\displaystyle P_{2}^{2}(x)=3(1-x^{2})}
{\displaystyle P_{3}^{-3}(x)=-{\begin{matrix}{\frac {1}{720}}\end{matrix}}P_{3}^{3}(x)}
{\displaystyle P_{3}^{-2}(x)={\begin{matrix}{\frac {1}{120}}\end{matrix}}P_{3}^{2}(x)}
{\displaystyle P_{3}^{-1}(x)=-{\begin{matrix}{\frac {1}{12}}\end{matrix}}P_{3}^{1}(x)}
{\displaystyle P_{3}^{0}(x)={\begin{matrix}{\frac {1}{2}}\end{matrix}}(5x^{3}-3x)}
{\displaystyle P_{3}^{1}(x)=-{\begin{matrix}{\frac {3}{2}}\end{matrix}}(5x^{2}-1)(1-x^{2})^{1/2}}
{\displaystyle P_{3}^{2}(x)=15x(1-x^{2})}
{\displaystyle P_{3}^{3}(x)=-15(1-x^{2})^{3/2}}
{\displaystyle P_{4}^{-4}(x)={\begin{matrix}{\frac {1}{40320}}\end{matrix}}P_{4}^{4}(x)}
{\displaystyle P_{4}^{-3}(x)=-{\begin{matrix}{\frac {1}{5040}}\end{matrix}}P_{4}^{3}(x)}
{\displaystyle P_{4}^{-2}(x)={\begin{matrix}{\frac {1}{360}}\end{matrix}}P_{4}^{2}(x)}
{\displaystyle P_{4}^{-1}(x)=-{\begin{matrix}{\frac {1}{20}}\end{matrix}}P_{4}^{1}(x)}
{\displaystyle P_{4}^{0}(x)={\begin{matrix}{\frac {1}{8}}\end{matrix}}(35x^{4}-30x^{2}+3)}
{\displaystyle P_{4}^{1}(x)=-{\begin{matrix}{\frac {5}{2}}\end{matrix}}(7x^{3}-3x)(1-x^{2})^{1/2}}
{\displaystyle P_{4}^{2}(x)={\begin{matrix}{\frac {15}{2}}\end{matrix}}(7x^{2}-1)(1-x^{2})}
{\displaystyle P_{4}^{3}(x)=-105x(1-x^{2})^{3/2}}
{\displaystyle P_{4}^{4}(x)=105(1-x^{2})^{2}}

## Fórmulas de recurrencia
Estas funciones tienen algunas propiedades de recurrencia:
{\displaystyle (\ell -m+1)P_{\ell +1}^{m}(x)=(2\ell +1)xP_{\ell }^{m}(x)-(\ell +m)P_{\ell -1}^{m}(x)}
{\displaystyle 2mxP_{\ell }^{m}(x)=-{\sqrt {1-x^{2}}}\left[P_{\ell }^{m+1}(x)+(\ell +m)(\ell -m+1)P_{\ell }^{m-1}(x)\right]}
{\displaystyle {\frac {1}{\sqrt {1-x^{2}}}}P_{\ell }^{m}(x)={\frac {-1}{2m}}\left[P_{\ell -1}^{m+1}(x)+(\ell +m-1)(\ell +m)P_{\ell -1}^{m-1}(x)\right]}
{\displaystyle {\frac {1}{\sqrt {1-x^{2}}}}P_{\ell }^{m}(x)={\frac {-1}{2m}}\left[P_{\ell +1}^{m+1}(x)+(\ell -m+1)(\ell -m+2)P_{\ell +1}^{m-1}(x)\right]}
{\displaystyle {\sqrt {1-x^{2}}}P_{\ell }^{m}(x)={\frac {1}{2\ell +1}}\left[(\ell -m+1)(\ell -m+2)P_{\ell +1}^{m-1}(x)-(\ell +m-1)(\ell +m)P_{\ell -1}^{m-1}(x)\right]}
{\displaystyle {\sqrt {1-x^{2}}}P_{\ell }^{m}(x)={\frac {1}{2\ell +1}}\left[P_{\ell -1}^{m+1}(x)-P_{\ell +1}^{m+1}(x)\right]}
{\displaystyle {\sqrt {1-x^{2}}}P_{\ell }^{m+1}(x)=(\ell -m)xP_{\ell }^{m}(x)-(\ell +m)P_{\ell -1}^{m}(x)}
{\displaystyle {\sqrt {1-x^{2}}}P_{\ell }^{m+1}(x)=(\ell -m+1)P_{\ell +1}^{m}(x)-(\ell +m+1)xP_{\ell }^{m}(x)}
{\displaystyle {\sqrt {1-x^{2}}}{P_{\ell }^{m}}'(x)={\frac {1}{2}}\left[(\ell +m)(\ell -m+1)P_{\ell }^{m-1}(x)-P_{\ell }^{m+1}(x)\right]}
{\displaystyle (1-x^{2}){P_{\ell }^{m}}'(x)={\frac {1}{2\ell +1}}\left[(\ell +1)(\ell +m)P_{\ell -1}^{m}(x)-\ell (\ell -m+1)P_{\ell +1}^{m}(x)\right]}
{\displaystyle (x^{2}-1){P_{\ell }^{m}}'(x)={\ell }xP_{\ell }^{m}(x)-(\ell +m)P_{\ell -1}^{m}(x)}
{\displaystyle (x^{2}-1){P_{\ell }^{m}}'(x)={\sqrt {1-x^{2}}}P_{\ell }^{m+1}(x)+mxP_{\ell }^{m}(x)}
{\displaystyle (x^{2}-1){P_{\ell }^{m}}'(x)=-(\ell +m)(\ell -m+1){\sqrt {1-x^{2}}}P_{\ell }^{m-1}(x)-mxP_{\ell }^{m}(x)}
Algunas identidades útiles (valores iniciales para la primera recursión):
{\displaystyle P_{\ell +1}^{\ell +1}(x)=-(2\ell +1){\sqrt {1-x^{2}}}P_{\ell }^{\ell }(x)}
{\displaystyle P_{\ell }^{\ell }(x)=(-1)^{l}(2\ell -1)!!(1-x^{2})^{(l/2)}}
{\displaystyle P_{\ell +1}^{\ell }(x)=x(2\ell +1)P_{\ell }^{\ell }(x)}
donde !! es el doble factorial.